# Línia 4 del metro de Sevilla
La línia 4 del Metro de Sevilla serà una línia de ferrocarril metropolità de tipus lleuger de la ciutat de Sevilla i la seva àrea metropolitana, a Andalusia. Aquesta línia, també anomenada línia circular, circularà seguint el trajecte de la Ronda del Tamarguillo fins a Ciudad Sanitaria Virgen del Rocio on tornarà enllaçà amb la Ronda.